# الأطلس العالمي لهياكل اللغة
الأطلس العالمي للبنى اللغوية (WALS) هو قاعدة بيانات مجانية للخصائص البنيوية (الفونولوجية، النحوية، المعجمية ) التي  جُمعت من المواد الوصفية.
نُشر هذا الكتاب لأول مرة من قبل مطبعة جامعة أكسفورد مع قرص مدمج في عام 2005 ، وصدرت طبعتة الثانية على الإنترنت في أبريل 2008. ويتولى صيانة الموقع معهد ماكس بلانك للأنثروبولوجيا التطورية ومكتبة جمعية ماكس بلانك الرقمية.

## وصلات خارجية
- الموقع الرسمي